# Kolkere, Channagiri
Kolkere là một làng thuộc tehsil Channagiri, huyện Davanagere, bang Karnataka, Ấn Độ.